# Phorbia inconspicua
Phorbia inconspicua este o specie de muște din genul Phorbia, familia Anthomyiidae, descrisă de Willi Hennig în anul 1969.
Este endemică în Germania. Conform Catalogue of Life specia Phorbia inconspicua nu are subspecii cunoscute.